# Jean-Marc Leveratto
Jean-Marc Leveratto, né le 28 octobre 1953, est un sociologue français.

## Parcours et axes de recherches
Il est actuellement[Quand ?] professeur de sociologie de la culture à l’université de Lorraine et directeur du Laboratoire 2L2S (Laboratoire Lorrain des Sciences Sociales).
Ses travaux de recherche portent sur la sociologie de la consommation culturelle et l’expertise de la qualité artistique ainsi que sur l’histoire économique et culturelle de l’industrie du spectacle (théâtre et cinéma) du XIXe siècle au XXe siècle.

## Ouvrages
- La mesure de l’art. Sociologie de la qualité artistique, Paris, La dispute, 2000.
- Introduction à l’anthropologie du spectacle, Paris, La dispute, 2006.
- Internet et sociabilité littéraire, avec Mary Léontsini, Éditions de la Bibliothèque publique d’information, 2008.
- La leçon de vie dans le cinéma hollywoodien, avec Laurent Jullier, Éditions Vrin, collection Philosophie et cinéma, 2008.
- Les hommes-objets au cinéma, avec Laurent Jullier, Éditions Armand Colin, 2009.
- Cinéma, Spaghettis, Classe ouvrière, Immigration, Éditions La Dispute, 2010.
- Cinéphiles et cinéphilies: Une histoire de la qualité cinématographique, avec Laurent Jullier, Éditions Armand Colin, 2010.
- Analyse d'une œuvre : To be or not to be (E. Lubitsch, 1942), Éditions Vrin, collection Philosophie et cinéma, 2012.

## Direction d'ouvrages collectifs
- Culture et histoire des spectacles en Alsace et en Lorraine. De l’annexion à la décentralisation (1871-1946), Berne, Peter Lang, 2005 (avec Jeanne Benay)
- « Politiques du cinéma », n° spécial de Politix, 2003 (avec Fabrice Montebello)
- « Marcel Mauss et les techniques du corps », Le Portique, no 14, 2006 (avec Benoit Goetz)